# آنجلو راسو
آنجلو راسو (انگلیسی: Angelo Raso؛ زادهٔ ۲۰ ژوئیهٔ ۱۹۸۱) بازیکن فوتبال اهل سوئیس است.